# می‌نامی کوریبایاشی
می‌نامی کوریبایاشی (انگلیسی: Minami Kuribayashi; ۱۱ ژوئن ۱۹۷۶ – ) خواننده، صداپیشه، بازیگر، خواننده-ترانه‌سرا، و آهنگساز اهل ژاپن بود. وی از سال ۲۰۰۲ میلادی تاکنون مشغول فعالیت بوده‌است.